# Ján Bajus
Ján Bajus (10. února 1916, Tarnov, Rakousko-Uhersko – 26. října 1944, Banská Bystrica) byl četník, protifašistický bojovník.
Bajus byl účastníkem protifašistického odboje. Po vypuknutí Slovenského národního povstání byl přidělen k Velitelství 1. čs. armády na Slovensku v Turci jako motospojka, později vykonával funkci strážní služby. Během služby v Banské Bystrici byl zastřelen fašisty dne 26. října 1944. Po skončení války byl vyznamenán řádem SNP I. třídy, dále Československým válečným křížem 1939; a in memoriam povýšen do hodnosti praporčíka.